# HLR 85

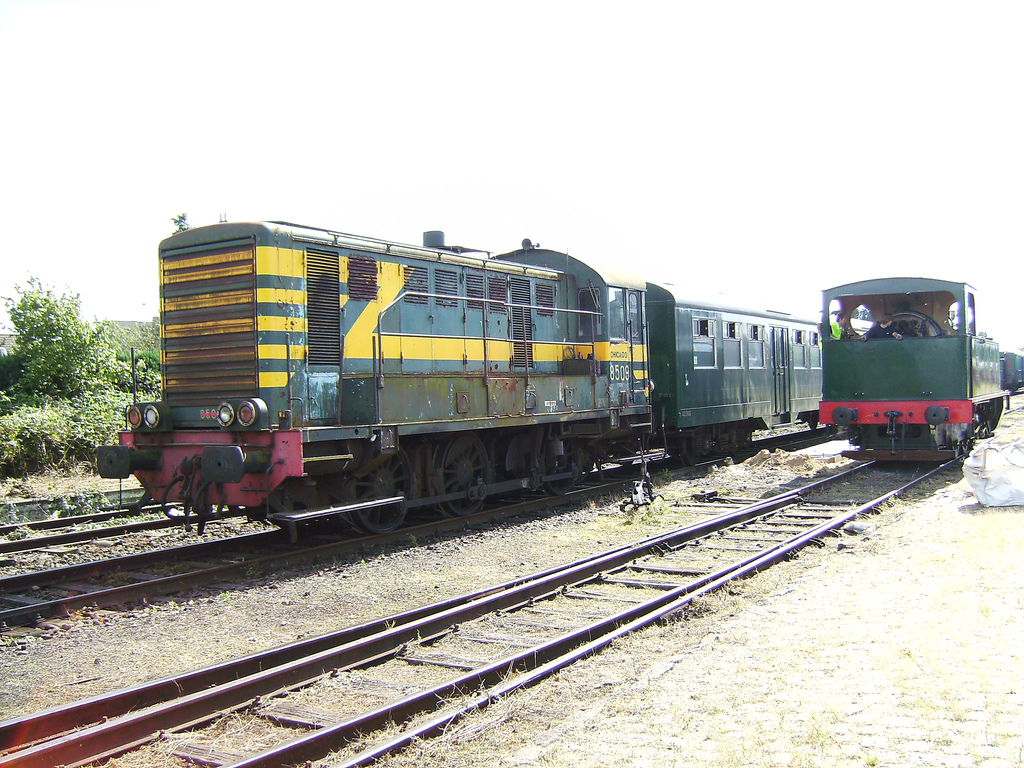
8509 van de HLR 85 reeks

De HLR 85 was een locomotiefreeks van rangeerlocs van de NMBS.
De reeks werd als 252.0 gebouwd bij de Forges Usines et Fonderies Haine-Saint-Pierre. Ze werden ingezet bij rangeertaken enerzijds in Oorderen vanuit de tractiewerkplaats Antwerpen-Dam en anderzijds in het rangeerstation Monceau. In Monceau werden ze al na enkele maanden vervangen door nieuw geleverde HLR 83 locs en dus kwamen alle locs naar Antwerpen waar ze hun volledige NMBS-carrière actief zijn geweest.
In de jaren zeventig werden de locomotieven vernieuwd en kregen ze een ABC-motor. In de tweede helft van de jaren negentig werd in elke loc radiografische afstandsbesturing geïnstalleerd. De eerste twee locs werden in 1997 uit dienst genomen na schadegevallen. De levering vanaf 1999 in Antwerpen van HLR 77-locs betekende het definitieve einde. De NMBS rondde de uitdienststelling van de HLR 85 locs af in 2002.
De 8505 en 8508 werden rond 20 november 2002 gesloopt in Bressoux.

## Bewaarde exemplaren
Nr	Eigenaar	Standplaats	Opmerkingen
- 8509	SDP Baasrode-Noord
- 8516	SDP	       Baasrode-Noord	motorloos (gesloopt)
- 8524	TSP	       Saint-Ghislain[2]

De 8509 en 8516 zijn overgenomen door de Stoomtrein Dendermonde-Puurs, de 8524 door Toerisme en Spoorpatrimonium.